# شردر

شردر في إحدى صفحات القصص المصورة.

شردر (بالإنجليزية: Shredder)‏ ، ويلقب شردير (The Shredder) ، وهو شخصية يابانية خيالية، واسمه الحقيقي أروكو ساكي (بالإنجليزية:Oroku Saki) ، ويهدف شريدر بالسيطرة على مدينة نيويورك وصناعة الآلات الحربية وصناعة الأعداء الأليين لضرب نيويورالیانکك وسرقة المال.والقضاء على سبلينتر (هامتو يوشي) وسلاحف  .

## ظهوره في التلفزيون
ظهر شردير لأول مرة في مسلسل سلاحف النينجا سنة 1987م، ويرتدي الزي الياباني التقليدي الساموراي، ولديه أكبر غواصة تحت الأرض وهو صاحب العين الواحدة، ويرتدي القناع لكي لا يكشف عن وجهه.
وظهر مرة أخرى في المسلسل الكرتوني سنة 2003، ومن ثم ظهر سنة 2012 على شاشة نيكولوديا.

## وصلات خارجية
- شردر على موقع ميوزك برينز (الإنجليزية)

- The Shredder profile on the Official TMNT website
- Shredder في قاعدة بيانات الأفلام على الإنترنت
- The Shredder profile on the official TMNT website